# Carl Friedrich Gauss
Johann Carl Friedrich Gauß, lat. Carolus Fridericus Gauss, (Braunschweig, 30. travnja 1777. – Göttingen, 23. veljače 1855.) bio je njemački matematičar, fizičar, geodet i astronom. Ubraja se među najznačajnije matematičare. Izvanrednu je matematičku darovitost pokazao već u djetinjstvu, a prve znanstvene rezultate postigao kao student matematike u Göttingenu.
U vezi s teorijom dijeljenja kruga riješio je 1796. problem konstrukcije pravilnih mnogokuta ravnalom i šestarom. Dokazao je da se za neki prosti broj n može na taj način konstruirati pravilni n-terokut onda i samo onda kada je n takozvani Fermatov prosti broj, to jest broj oblika {\displaystyle 2^{k}+1}, a kao takvi danas su poznati samo 3, 5, 17, 257 i 65 537. Posebno, kao 19-godišnjak, riješivši jednadžbu diobe kružnice {\displaystyle z^{n}=1} za {\displaystyle n=17} riješio je i problem konstruiranja pravilnog sedamnaesterokuta.
Promaknut je 1799. na temelju doktorske disertacije u kojoj je dokazao fundamentalni teorem algebre čiji se iskaz još naziva i osnovni stavak algebre. Djelom Istraživanja u aritmetici (lat. Disquisitiones arithmeticae, 1801.) udario je temelje suvremenoj teoriji brojeva. 
Njegova Opća istraživanja zakrivljenih ploha (lat. Disquisitiones generales circa superficies curvas, 1828.) nova su etapa u razvoju diferencijalne geometrije i osnova njezina napretka sve do danas. U tome djelu uvodi sustavnu upotrebu parametarskoga predočenja ploha, dvije osnovne kvadratne forme, sferno preslikavanje i na temelju toga pojam zakrivljenosti u točki plohe.
Dokazan je i osnovni teorem o invarijantnosti zakrivljenosti plohe pri njezinu izometričkom preslikavanju (lat. Theorema egregium). Značajan je i njegov prilog teoriji pogrešaka pri mjerenju, izložen kao teorija najmanjih kvadrata u djelu Teorija kombiniranja uz najmanje pogreške opažanja (lat. Theoria combinationis observantium erroribus minimis obnoxiae, I–III, 1821. – 1826.), prema kojoj je najpogodnija vrijednost mjerene veličine ona za koju je zbroj kvadrata pogrešaka najmanji.
Otkrića nastala prilikom proučavanja Zemljinoga magnetskoga polja izložio je u djelu Opća teorija magnetizma Zemlje (njem. Allgemeine Theorie des Erdmagnetismus, 1839.). Primjenjivao je matematiku na opisivanje električnih i magnetskih pojava (primjerice, Gaussov zakon za magnetsko polje i Gaussov zakon za električno polje). Bavio se optikom (Gaussova aproksimacija). Osobito su značajna njegova istraživanja u području osnova geometrije, premda o tome nije ništa objavio. Još i prije N. I. Lobačevskoga i Jánosa Bolyaia spoznao je logičku mogućnost geometrije različite od Euklidove i otkrio u njoj niz osnovnih činjenica.
Posmrtno objavljena njegova znanstvena ostavština potaknula je zanimanje za neeuklidsku geometriju i pridonijela njezinu bržemu razvoju. Po njemu su nazvani krater na Mjesecu i planetoid (1001 Gaussia).

## Životopis
U mlađim razredima osnovne škole počela se otkrivati njegova nadarenost. Naime, Gaussov učitelj je zadao cijelom razredu zadatak pronaći zbroj brojeva od 1 do 100 (1+2+3...). No, Gauss je našao puno brži način. Shvatio je da parovi brojeva (1+100=101, 2+99=101...) daju 101 te je taj broj pomnožio s 50 jer je to broj parova. Pokazao se kao darovit u jezikoslovlju. Proučavao je antičke jezike u gimnaziji Martino-Katharineum, no sa 17 godina Grof od Brunswick-Wolfenbüttela mu daje stipendiju te se ulaskom u koledž Carolinum zainteresirao za matematiku i samostalno otkrio Bodeov zakon proporcija, pridonio binarnom teoremu, aritmetičkom, geometrijskom prosjeku, zakonu kvadratne recipročnosti te teoremu prim brojeva. S tim otkrićima odustao je od jezika i okrenuo se matematici.

### Matematika
Studirao je na Götingenskom sveučilištu od 1795. do 1798., gdje mu je učitelj bio Kästner kojeg je često ismijavao; a doktorirao je 1799., dokazavši da svaka algebarska jednadžba ima najmanje jedno rješenje. Taj je teorem nazvan Osnovni teorem algebre. Tu je pokušao konstruirati pravilni sedmerokut pomoću ravnala i šestara. Ne samo da je došao do zaključka da je to nemoguće, već je otkrio metode konstrukcije pravilnog 17, 257, 65537 – kuta. Tako je dokazao da je konstrukcija pravilnog mnogokuta s {\displaystyle n} vrhova ravnalom i šestarom moguća samo kada su svi neparni prosti faktori od {\displaystyle n} međusobno različiti Fermatovi prosti brojevi, tj. prosti brojevi oblika {\displaystyle 2^{2^{k}}+1}. Prvih pet Fermatovih brojeva jesu 3, 5, 17, 257,  65537. Ovaj rezultat Gauss je opisao u knjizi o teoriji brojeva, Disqvisitiones Arithmeticae (Istraživanja u aritmetici, 1801.), koje je klasično djelo na polju matematike.

#### Gaussova raspodjela
Normalna raspodjela, Gaussova raspodjela ili Gauss-Laplaceova raspodjela je najvažnija statistička teoretska raspodjela (distribucija). Prvi ju je objasnio Abraham de Moivre (1753.) kao granični oblik binomne raspodjele. Normalna je raspodjela neprekinuta (kontinuirana) funkcija vjerojatnosti oblika:
{\displaystyle f(x\;|\;\mu ,\sigma )={\frac {1}{\sigma {\sqrt {2\pi }}}}\;e^{-{\frac {(x-\mu )^{2}}{2\sigma ^{2}}}}}
Ona je dvoparametarska funkcija. Parametri su joj aritmetička sredina μ i standardna devijacija σ. Standardizirana normalna distribucija ima aritmetičku sredinu {\displaystyle \mu =0} i standardnu devijaciju {\displaystyle \sigma =1}, a bilježi se kao {\displaystyle N(0,1)}. Normalna krivulja (to jest graf normalne distribucije) zvonolika je oblika i simetrična, pa su svi neparni momenti oko sredine distribucije jednaki 0. Aritmetička sredina, medijan i mod normalne distribucije međusobno su jednaki, što je posljedica svojstva simetričnosti distribucije. Koeficijenti asimetrije jednaki su 0, a koeficijent zaobljenosti je 3.

#### Gaussova krivulja
Gaussova krivulja jest krivulja određena jednadžbom:
{\displaystyle y=e^{-x^{2}}}
simetrična je s obzirom na y-os, asimptotski se približava x-osi, kada x teži prema + ∞ i – ∞. Ta se krivulja, zbog njezine primjene u računu vjerojatnosti, naziva i krivulja vjerojatnosti.

#### Gaussov algoritam
Gaussov algoritam je niz matematičkih operacija, koje je predložio Gauss za rješavanje sustava linearnih jednadžbi. Način na koji se poništavaju (eliminiraju) pojedine nepoznanice u jednadžbama poznat je i pod imenom Gaussove eliminacije (ponegdje znano kao Gauss-Jordanova metoda eliminacije).

### Astronomija
Gauss se nakon toga posvetio astronomiji te je po njegovim izračunima 1801. otkriven planetoid Ceres. Također je osmislio novu metodu izračunavanja putanja ili orbita nebeskih tijela. Godine 1807., nakon smrti Grofa od Brunswika, postao je matematički profesor i direktor opservatorija u Göttingenu, gdje je ostao sve do svoje smrti 1855. Nakon niza obiteljskih tragedija, 1809. izdaje svoju drugu knjigu u dva dijela Theoria motus corporum celestium in sectionibus concis Solem ambientum, o gibanju nebeskih tijela. U prvom dijelu raspravlja o diferencijalnim jednadžbama, dijelovima stošca i eliptičnim orbitama, dok u drugom, glavnom dijelu pokazuje kako naći i izračunati orbitu planeta. Gaussov doprinos teorijskoj astronomiji prestaje nakon 1817., iako nastavlja s promatranjima. U opservatoriju provodi većinu vremena, ali svejedno radi na drugim područjima znanosti. Njegova djela iz tog perioda su: Disquisitiones generales circa seriem infinitam, uvod u hipergeometrijsku funkciju; Methodus nova integralium valores per approximationem inveniendi, praktični esej o integralnom računu; Bestimmung der Genauigkeit der Beobachtungen, rasprava o statističkim procjenama te Theoria attractions corporum sphaeroidicorum ellipticorum homogeneorum methodus nova teactata, inspirirana geometrijskim problemima.

### Geodezija
Gauss se tijekom 1820-ih sve više interesirao za geodeziju. Godine 1818. provodio je geodetska istraživanja za državu Hannover, o spajanju s danskom željezničkom mrežom, te je izumio heliotrop (sprava za signalizaciju na daljinu), koji je radio na načelu reflektiranja sunčevih zraka pomoću teleskopa i ogledala. Od 1820. do 1830. izdao je više od 70 članaka. Godine 1822. osvojio je nagradu Kopenhagenskog sveučilišta s djelom Theoria attractions corporum sphaeroidicorum ellipticorum homogeneorum methodus nova teactata. Gauss je prvi razvio neeuklidsku geometriju, diskutirajući s Farkasom Bolyaiom, Janosom Bolyaiom i Lobačevskijem. Proučavao je diferencijalnu geometriju, te je o toj temi napisao djelo Disquisitiones generales circa superfices curva, (1828.), njegovo najvažnije djelo na tom području, koje sadrži ideje kao Gaussova krivulja (normalan graf vjerojatnosti) i teorem egregrium.

### Fizika
S njemačkim fizičarom Wilhelmom Eduardom Weberom, Gauss je proveo opširno istraživanje o magnetizmu, a primjenjivanje matematike na magnetizam i elektricitet je jedan od njegovih važnijih doprinosa. U čast njemu jedinica intenziteta magnetskog polja dobila je naziv gauss. O toj je temi napisao mnoga djela kao: Intensitas vis magneticae terrestris ad mensuram absolutam revocata (1832.), Allgemeine Theorie des Erdmagnetismus (1839.) i Allgemeine Lehrsätze in Beziehung auf die im verkehrten Verhältnisse des Quadrats der Entfernung wirkenden Anziehungs - und Abstossungskräfte (1840.). Gauss i Weber su otkrili Kirchhoffove zakone, konstruirali primitivni telegraf te stvorili vlastite novine Magnetischer Verein. Među njegovim zadnjim djelima je rasprava s Gerlingom o Foucaultovom njihalu (1854.). Doživio je otvorenje hanoverske željezničke mreže, te je preminuo 23. veljače 1855., u Göttingenu. U trenutku smrti rijetko koje polje matematike, astronomije i matematičke fizike nije ostalo taknuto od Gaussa.

#### Gaussov zakon električnoga polja
Gaussov zakon električnoga polja je fizikalni zakon prema kojemu su silnice električnoga polja otvorene krivulje što izlaze iz pozitivnih električnih naboja, a završavaju u negativnim električnim nabojima, odnosno tok električnoga polja kroz zamišljenu zatvorenu plohu jednak je zbroju svih električnih naboja koji se nalaze unutar te plohe podijeljenome s dielektričnom permitivnošću vakuuma. U integralnom obliku zakon glasi:
{\displaystyle \Phi _{E}={\frac {Q}{\varepsilon _{0}}}}
gdje je: ΦE - tok električnog polja, Q - električni naboj, ε0 - dielektrična konstanta vakuuma. Tok se nadalje može povezati s električnim poljem:
{\displaystyle \Phi _{E}=\int _{s}E\cdot dA}
gdje je: E - vektor električnog polja, a dA - element površine plohe S po kojoj se integrira. Tok električnoga polja kroz proizvoljnu zatvorenu plohu koja ne sadrži električni naboj jednak je nuli, to jest električni naboj izvor je električnoga polja.

#### Gaussov zakon magnetskoga polja
Gaussov zakon magnetskoga polja je fizikalni zakon prema kojemu su silnice magnetskoga polja zatvorene linije, odnosno magnetski tok (tok vektora magnetske indukcije) kroz zamišljenu zatvorenu plohu jednak je nuli:
{\displaystyle \iint \mathbf {B} \cdot dS=0}
gdje je: B - magnetski tok, a S - površina zatvorene plohe. Tim je zakonom potvrđeno da u prirodi ne postoje magnetski monopoli.

#### Gaussov sustav jedinica
Gaussov sustav jedinica je sustav mjernih jedinica koji je na temelju prijedloga Gaussa i W. Webera prihvaćen na 1. međunarodnom elektrotehničkom kongresu u Parizu 1881. i smatran jedinstvenim sustavom jedinica sveukupne znanosti. Osnovne su mu jedinice bile centimetar, gram i sekunda, po čemu je nazvan CGS-sustavom. Zbog krivih tumačenja zamisli njegovih osnivača, u primjeni je toga sustava bilo mnogo teškoća, osobito u području elektromagnetizma. Električne su se veličine izražavale jedinicama CGSe-sustava (elektrostatski sustav jedinica), a magnetske jedinicama CGSm-sustava (elektromagnetski sustav jedinica). Za takav mješoviti, nekoherentni sustav predložio je Hermann von Helmholtz 1882. naziv Gaussov sustav jedinica. Uz druge sustave primjenjivao se sedamdesetak godina, osobito u fizici. Sva su tri sustava danas zamijenjena Međunarodnim sustavom mjernih jedinica (SI).

## Citati
- Znadete da pišem sporo. To je uglavnom zato jer nisam zadovoljan sve dok ne kažem što je moguće više sa što je moguće manje riječi, a pisati sažeto oduzimlje mnogo više vremena nego pisati opširno.
  - George F. Simmons: Calculus Gems (1992.)
- Konačno, prekjučer sam uspio, ne zbog mojih velikih napora, nego milošću Gospodina. Kao iznenadni bljesak munje, zagonetka je riješena. Nisam u stanju reći što je bila nit koja je povezala ono što sam otprije znao s onim što je učinilo moj uspjeh mogućim.
  - Iz njegova pisma Lobačevskom
- Matematika je kraljica znanosti, a teorija brojeva je kraljica matematike.[10]
- Kada filozof kaže nešto što je istina, onda je to trivijalno. Kada kaže nešto što nije trivijalno, onda je lažno.[11]
- Nije znanje, već čin učenja, nije posjedovanje, već čin stizanja do tamo, što pruža najveći užitak.
  - Iz pisma Bolyaiju (1808.)

## Vanjske poveznice
|  | Zajednički poslužitelj ima stranicu o temi Carl Friedrich Gauß    |
|  | Zajednički poslužitelj ima još gradiva o temi Carl Friedrich Gauß |